# كينيث لين (كاتب مسرحي)
كينيث لين (بالإنجليزية: Kenneth Lin)‏ هو كاتب مسرحي أمريكي، ولد في 1978 في ذا برونكس في الولايات المتحدة.

## وصلات خارجية
- الموقع الرسمي